# Louis Delhoume
Louis Delhoume est un homme politique français né le 10 novembre 1855 à Aigre (Charente) et décédé le 22 novembre 1942 à Aigre

## Biographie
Viticulteur, il consacre la première partie de sa carrière à son exploitation viticole. Il est maire de Villejésus et conseiller général du canton d'Aigre. Ce n'est qu'à 73 ans qu'il se présente aux élections sénatoriales. Il est réélu en 1929. Il siège au groupe de la Gauche démocratique et s'intéresse surtout aux questions agricoles. Il est battu aux élections sénatoriales de 1939 et se retire de la vie politique.

## Sources
- Ressources relatives à la vie publique :   - base Léonore
  - Sénat
- « Louis Delhoume », dans le Dictionnaire des parlementaires français (1889-1940), sous la direction de Jean Jolly, PUF, 1960 [détail de l’édition]